# Eleocharis bella
Eleocharis bella är en halvgräsart som först beskrevs av Charles Vancouver Piper, och fick sitt nu gällande namn av Henry Knute Knut Svenson. Eleocharis bella ingår i släktet småsäv, och familjen halvgräs. Inga underarter finns listade i Catalogue of Life.